# عبدالعزیز الغریر
عبدالعزیز الغریر (به عربی: عبدالعزيز الغرير) (زاده ۱۲ نوامبر ۱۹۵۴) کارآفرین، بانکدار و مدیر ارشد اجرایی اماراتی است، که در حال حاضر به‌عنوان رئیس هیئت مدیره شرکت نفت رأس الخیمه و مدیر عامل اجرایی بانک مشرق فعالیت می‌نماید. وی از سهاداران اصلی گروه الغریر نیز بشمار می‌آید.